# نهر لاد الجليدي
نهر لاد الجليدي هو نهر جليدي يقع المنحدر الشمالي لجبل هود، ولاية أوريغون، الولايات المتحدة.